# 岡山県立玉野高等学校
岡山県立玉野高等学校（おかやまけんりつたまのこうとうがっこう, Okayama Prefectural Tamano High School）は、岡山県玉野市にある県立高等学校。通称「玉高（たまこう）」

## 概要
歴史
1939年（昭和14年）創立の「岡山県日比高等女学校」と1941年（昭和16年）創立の「岡山県玉野中学校」（旧制中学校）を前身とする。1948年（昭和23年）に両校とも新制高等学校となり、翌1949年（昭和24年）8月に統合され、男女共学を開始した。高等女学校の創立が早いため、1939年（昭和14年）を玉野高等学校の創立年としており、2019年（平成31年、令和元年）に創立80周年を迎える。
隣接する香川県直島町からの越県入学を1973年以降受け入れている。
設置課程・学科
全日制課程 普通科
- 自然科学系

理数・工学・農学 など自然科学系の 大学等へ進学する ための力をつける。
- 人文科学系

文学・語学・教育学系の大学等へ進学 するための 力をつける。
- 医療科学系

医療・看護系の大学や専門学校へ進 学するための 力をつける。
- 芸術科学系

芸術・食物・保育 ・体育系の大学や専 門学校へ進学するための力を付ける。
- 地域科学系

経済・経営・法学・地 域学(公務員)系の大 学等へ進学するため の力をつける。
- 特別進学グループ

5つの系に属する生徒のうち、国公立・難関私大への進学希望者に対し、5教科中心に大学入学共通テストや一般選抜で必要な力を付けるためにクラスを編成。
　

校歌：作詞は永瀬清子、作曲は高田信一による。歌詞は3番まであり、各番に校名の「玉野高校」が登場する。

## 沿革
旧制中学校・新制高等学校（男子校）時代
- 1941年（昭和16年）4月1日 - 「岡山県玉野中学校」（旧制中学校）が開校。
  - 尋常小学校（同年より国民学校初等科に改称）を卒業した12歳以上の男子を対象とし、修業年限を5年（現在の中1から高2に相当）とする。
- 1943年（昭和18年）4月1日 - 中等学校令の施行により、この時の入学生から修業年限が4年となる。
- 1944年（昭和19年）- 勤労動員が開始。
- 1945年（昭和20年）
  - 3月 - 修業年限4年の施行が前倒しされ、中等教育令施行以前に入学した学生にも修業年限4年（1年短縮）が適用される。
    - 1940年（昭和15年）4月入学の5年生と1941年（昭和16年）4月入学の4年生の合同卒業式を挙行。

  - 4月 - 学校での授業が停止される。ただし勤労動員は継続される。
  - 8月 - 終戦。
  - 9月 - 授業を再開。
- 1946年（昭和21年）4月 - 修業年限が5年に戻る（4年修了時点で卒業することもできた）。
- 1947年（昭和22年）4月1日 - 学制改革（六・三制の実施）が行われる。
  - 旧制中学校の募集を停止。
  - 新制中学校を併設し（以下・併設中学校）、旧制中学校1・2年修了者を併設中学2・3年生として収容。
  - 併設中学校は経過措置としてあくまで暫定的に設置されたため、在校生が2・3年生のみの中学校であった。
  - 旧制中学校3・4年修了者はそのまま在籍し、4・5年生となった（4年修了時点で卒業することもできた）。
- 1948年（昭和23年）
  - 4月1日 - 学制改革（六・三・三制の実施）により旧制中学校は廃止され、新制高等学校「岡山県立玉野高等学校」（男子校）が発足。
    - 旧制中学校卒業生（5年修了者）を新制高校3年生、旧制中学校4年修了者を新制高校2年生、併設中学校卒業生（3年修了者）を新制高校1年生として収容。
    - 併設中学校は新制高校に継承され（名称:岡山県立玉野高等学校併設中学校）、在校生が1946年（昭和21年）に旧制中学校へ最後に入学した3年生のみとなる。

  - 10月1日 - 「岡山県立玉野第一高等学校」に改称。
- 1949年（昭和24年）3月31日 - 併設中学校を廃止。

高等女学校・新制高等学校（女子校）時代
- 1939年（昭和14年）4月1日 - 「岡山県日比高等女学校」が開校。
- 1944年（昭和19年）- 勤労動員が開始。
- 1945年（昭和20年）
  - 4月 - 学校での授業が停止される。ただし勤労動員は継続される。
  - 8月 - 終戦。
  - 9月 - 授業を再開。
- 1947年（昭和22年）4月1日 - 学制改革（六・三制の実施）が行われる。
  - 高等女学校の募集を停止。
  - 新制中学校を併設し（以下・併設中学校）、高等女学校1・2年修了者を併設中学2・3年生として収容。
  - 併設中学校は経過措置としてあくまで暫定的に設置されたため、在校生が2・3年生のみの中学校であった。
  - 高等女学校3・4年修了者はそのまま在籍し、4・5年生となった（4年修了時点で卒業することもできた）。
- 1948年（昭和23年）
  - 4月1日 - 学制改革（六・三・三制の実施）により高等女学校は廃止され、新制高等学校「岡山県立日比高等学校」（女子校）が発足。
    - 高等女学校卒業生（5年修了者）を新制高校3年生、高等女学校4年修了者を新制高校2年生、併設中学校卒業生（3年修了者）を新制高校1年生として収容。
    - 併設中学校は新制高校に継承され（名称:岡山県立日比高等学校併設中学校）、在校生が1946年（昭和21年）に高等女学校へ最後に入学した3年生のみとなる。

  - 10月1日 - 「岡山県立玉野第二高等学校」に改称。
- 1949年（昭和24年）3月31日 - 併設中学校を廃止。

新制高等学校（男女共学）
- 1949年（昭和24年）8月31日 - 高校三原則に基づく公立高校統合・再編が行われる。
  - 玉野第一高等学校（男子校）と玉野第二高等学校（女子校）を統合し、総合制の「岡山県立玉野高等学校」が発足。男女共学（併学）を開始。
    - 旧・玉野第一高等学校（男子校）の校舎を「宇野校舎」とする。
    - 旧・玉野第二高等学校（女子校）の校舎を「玉校舎」とする。
- 1950年（昭和25年）1月12日 - 統合記念式典を挙行。
- 1957年（昭和32年）3月31日 - 玉校舎を廃止し、宇野校舎に校舎を統合。
- 1973年（昭和48年）- 直島町からの越県入学を正式に制度化。実際には戦時中より非公式に受け入れていた。
- 1999年（平成11年）4月1日 - 国際科を設置。
- 2008年（平成20年）4月 - 国際科の募集を停止。
- 2010年（平成22年）3月31日 - 国際科を廃止。

## 学校行事
玉高祭（文化祭と体育祭）
体育祭のオープニングを飾るグルデモ（グループデモンストレーション）はブロックごとに結成されたチームによる伝統ある表現のプログラムである。毎年3年生の生徒が主導し、各ブロックのメンバーは一体となって趣向を凝らしたダンスなどを披露する。

## 交通アクセス
- 鉄道 （JR西日本）
  - 宇野線:宇野駅より徒歩15分。
- バス （両備バス）
  - 「玉野安定所前」より徒歩5分。

## 著名な卒業生
- いしいひさいち - 漫画家[1]
- 高嶋哲夫 - 小説家[1]
- 服部経治 - 元運輸省事務次官、元関西国際空港社長
- 高原亮治 - 元厚生労働省健康局長、元上智大学教授、元日本医療機能評価機構副理事長、元厚生労働統計協会会長[2]
- 北窓隆子 - 厚生労働省関東信越厚生局長、元新潟県副知事 [3]
- 小島弘章 - お笑い芸人（オーケイ）[1]
- 大塚展生 - 元朝日放送アナウンサー
- 多賀公人 - 瀬戸内海放送アナウンサー[4]
- 中桐康介 - 西日本放送アナウンサー[5]
- 小林淳子 - 北日本放送アナウンサー[6]
- 塚本勝巳 - 東京大学名誉教授、魚類学者[1]
- 正子公也 - 絵巻作家[1]
- 小柳智裕 - 経済史・経営史学者[7]
- 黒田晋 - 元岡山県玉野市長（4期）[8]
- 柴田義朗 - 岡山県玉野市長[9]
- 浜田孝夫 - 元香川県直島町長[10]
- 藤原清志 - 元マツダ株式会社代表取締役副社長、合同会社Office F Vision代表[11]
- 渡辺洋一 - 医学者、医師[12]